# Alexandra Tydings
Alexandra Huntingdon Tydings-Luzzato, född 15 december 1972 i Washington D.C., USA, är en amerikansk skådespelare. Hon är mest känd för rollen som den grekiska gudinnan Afrodite i TV-serien Hercules: The Legendary Journeys, och dess spinoff, Xena: Warrior Princess.

## Biografi
Tydings föddes den 15 december 1972 i Washington, DC, som dotter till Joseph och Terry Tydlings. Hon har fyra systrar och en bror samt är barnbarn till före detta Maryland senatorn Millard Tydings. Alexandra Tydlings tog studenten vid Sidwell Friends School och flyttade därefter till Hollywood för att bli skådespelerska. Hon medverkade i indiefilmerna Alice och Angst innan hon fick en återkommande roll i TV-serien The Hercules: The Legendary Journeys och Xena: Warrior Princess. Därefter medverkade i flera gästroller. Tydlings har även examen från Brown University samt en examen i ämnena film och kritisk teori.
Tydlings njuter mest av forskning- och samarbetsprocessen för skådespeleri; audition är hennes minsta favorit. Hon tävlade i irländsk dans som barn, och det ledde till utförandet av alla slag; förutom skådespeleri var hon sångerskan och basisten i bandet Annabelle Kickbox och She's Seen You Naked.
Tydings var vegetarian i fjorton år och tycker om trädgårdsarbete. Hon är gift med Ben Luzzatto, med vilken hon har två döttrar; Ruby (född 17 juni 2004) och Emerson (född 4 juni 2006). Hon är bosatt i Washington, där hon har undervisat rock'n'roll yoga sedan 2005. Hon började som en elev på 1990-talet, och fick idén att spela högljudd rockmusik under klass, från en tidigare instruktör i Los Angeles.

## Filmografi
| År          | Titel                                                                | Roll              | Anmärkning                                           |
| ----------- | -------------------------------------------------------------------- | ----------------- | ---------------------------------------------------- |
| 1993        | Alice                                                                | Alice             |                                                      |
| 1993        | Angst                                                                | Rebel Girl        |                                                      |
| 1993        | Queerbait                                                            | Arial             |                                                      |
| 1993        | Walking on Sunshine                                                  |                   | TV pilot                                             |
| 1993        | Red Shoe Diaries                                                     | Cecelia Lynn      | Avsnitt: "Love at First Sight" Avsnitt: "Burning Up" |
| 1995        | Vanishing Son                                                        | Tina              | Avsnitt: "Win, Place or Death"                       |
| 1996        | Sunchaser                                                            | Victoria Reynolds |                                                      |
| 1996 - 1999 | Hercules: The Legendary Journeys                                     | Afrodite          | 9 episodes                                           |
| 1997        | Party of Five                                                        | Kerry             | Avsnitt: "Handicaps"                                 |
| 1997 -2001  | Xena: Warrior Princess                                               | Afrodite          | 11 episodes                                          |
| 1998        | Hercules and Xena – The Animated Movie: The Battle for Mount Olympus | Afrodite (röst)   | Video                                                |
| 1998        | Hercules: The Legendary Journeys                                     | Katherine (röst)  | Avsnitt: Porkules                                    |
| 1998        | Hercules: The Legendary Journeys                                     | Katherine         | Avsnitt: One Fowl Day                                |
| 1998        | Hotel del Sol                                                        | Nina              | TV pilot                                             |
| 1999        | Dodge's City                                                         | Cricket           | TV pilot                                             |
| 2001        | Sheena                                                               | Elena             | Avsnitt: "The Treasure of Sienna Mende"              |
| 2002        | Another Pretty Face                                                  | Jill Trent        | TV-film                                              |
| 2008        | The Wire                                                             | Arts Editor       | Avsnitt: "React Quotes"                              |